# Missing
Missing (Desaparegut) és una pel·lícula dramàtica biogràfica de 1982 dirigida per Costa-Gavras a partir d'un guió escrit per Gavras i Donald E. Stewart, a partri de l'adaptació del llibre The Execution of Charles Horman: An American Sacrifice (1978) de Thomas Hauseri que posteriorment seria reeditat amb el títol de Missing el 1982. Es basa en la desaparició del periodista nord-americà Charles Horman, arran del cop d'estat xilè de 1973, recolzat pels Estats Units, que va destituir el president socialista elegit democràticament Salvador Allende.
És protagonitzada per Jack Lemmon, Sissy Spacek, Melanie Mayron, John Shea, Janice Rule i Charles Cioffi. Ambientada en gran part durant els dies i setmanes posteriors a la desaparició d'Horman, la pel·lícula examina la relació entre l'esposa d'Horman, Beth, i el seu pare, Edmund, i la seva recerca posterior per trobar Horman.
Missing es va estrenar als cinemes el 12 de febrer de 1982 amb l'aclamació de la crítica i un modest èxit comercial, recaptant 16 milions de dòlars amb un pressupost de 9,5 milions de dòlars. La pel·lícula es va estrenar al Festival de Cannes de 1982 on va rebre conjuntament la Palma d'Or, juntament amb la pel·lícula turca Yol, mentre que Lemmon va guanyar el premi al millor actor. Va rebre quatre nominacions als 55è Premis de l'Acadèmia de 1982: Millor pel·lícula, millor actor (per Lemmon), millor actriu (per Spacek) i va guanyar el millor guió adaptat. La pel·lícula va crear una important controvèrsia a Xile i va ser prohibida durant la dictadura d'Augusto Pinochet, tot i que ni Xile ni Pinochet no s'esmenten mai pel seu nom, si bé les ciutats xilenes de Viña del Mar i Santiago ho són.
La música és del compositor grec de música electrònica Vangelis. El tema del piano de la pel·lícula s'ha utilitzat àmpliament en anuncis publicitaris, però encara no s'ha produït un llançament oficial de la banda sonora de la pel·lícula. El tema principal va aparèixer primer a l'àlbum Themes de Vangelis de 1989. El tema principal també està disponible a la recopilació de bandes sonores famoses del 60è del Festival de Cannes. Existeix una versió inicial de la banda sonora. Una versió cantada amb lletra de Tim Riceque ha estat gravada per Elaine Paige i Nana Mouskouri. Polydor va llançar un senzill de 7 polzades el 1989.

## Argument
El guió de la pel·lícula s'inspira en la desaparició d'un ciutadà americà (Charles Horman) alguns dies després del cop d'estat de l'11 de setembre de 1973 a Xile i que mostra el paper directe i determinant de les autoritats americanes en el cop d'estat d'Augusto Pinochet contra el president xilè Salvador Allende.
Charles i Beth viuen en perfecta harmonia amb els habitants d'un barri popular de Santiago de Xile. L'11 de setembre de 1973 esclata el cop d'estat del general Pinochet. Charles descobreix la presència sorprenent de consellers americans sobre el sòl xilè. Des d'aquest dia, ningú no l'ha tornat a veure...

## Repartiment
- Jack Lemmon: Ed Horman
- Sissy Spacek: Beth Horman
- Melanie Mayron: Terry Simon
- John Shea: Charles 'Charlie' Horman
- Charles Cioffi: Ray Tower
- David Clennon: David Putnam
- Richard Venture: l'ambaixador americà
- Jerry Hardin: Sean Patrick
- Richard Bradford: Andrew Babcock
- Joe Regalbuto: Frank Teruggi
- Keith Szarabajka: David Holloway
- John Doolittle: David McGeary
- Janice Rule: Kate Newman

## Premis i nominacions

### Premis
- 1982: Palma d'Or
- 1982: Premi a la interpretació masculina (Festival de Canes) per Jack Lemmon
- 1983: Oscar al millor guió adaptat per Costa-Gavras i Donald Stewart
- 1983: BAFTA al millor guió per Costa-Gavras i Donald Stewart
- 1983: BAFTA al millor muntatge per Françoise Bonnot

### Nominacions
- 1983: Oscar a la millor pel·lícula
- 1983: Oscar al millor actor per Jack Lemmon
- 1983: Oscar a la millor actriu per Sissy Spacek
- 1983: Globus d'Or a la millor pel·lícula dramàtica
- 1983: Globus d'Or al millor director per Costa-Gavras
- 1983: Globus d'Or al millor actor dramàtic per Jack Lemmon
- 1983: Globus d'Or a la millor actriu dramàtica per Sissy Spacek
- 1983: Globus d'Or al millor guió per Costa-Gavras i Donald Stewart
- 1983: BAFTA a la millor pel·lícula
- 1983: BAFTA al millor director per Costa-Gavras
- 1983: BAFTA al millor actor per Jack Lemmon
- 1983: BAFTA a la millor actriu per Sissy Spacek
- 1983: BAFTA a la millor música per Vangelis

## Al voltant de la pel·lícula
- La pel·lícula va ser rodada a Ciutat de Mèxic i a Acapulco en el més gran secret, ja que el seu tema era llavors matèria controvertida.[12]
- Nataniel Davis, que surt com a Ray Tower, interpretat per Charles Cioffi, va denunciar la societat Universal Pictures i el realitzador Costa-Gavras després de l'estrena de la pel·lícula. Els acusava de libel difamatori i la demanda era de 150 milions de dòlars. La causa va acabar en un sobreseïment.
- Els verdaders Ed i Joyce Horman (Beth a la pel·lícula) van treballar estretament amb Costa-Gavras, Jack Lemmon i Sissy Spacek durant la producció de la pel·lícula. Després de la mort del dictador Pinochet, el desembre de 2006, Costa-Gavras i Joyce Horman van declarar que lamentaven el fet que no hagués estat processat.
- Alguns anys després de l'estrena de la pel·lícula, les proves d'ADN van demostrar que el cos tornat pel govern xilè (l'escena final de la pel·lícula) no era el de Charles Horman.
- Joyce Horman continua amb la seva investigació per tal de saber la veritat sobre la detenció i l'homicidi del seu marit.